# Pokrovskoïe-Roubtsovo

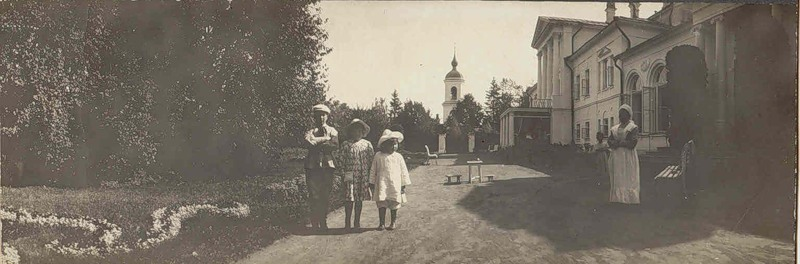
Les enfants de Savva et Zinaïda Morozov au manoir de Pokrvoskoïe en 1898.

Le manoir de Pokrovskoïe-Roubtsovo (Покровское-Рубцово) est un domaine en Russie situé dans l'ouïezd de Zvenigorod du gouvernement de Moscou, aujourd'hui village de Pionerski de l'oblast de Moscou. Il est connu grâce à ses propriétaires successifs, le littérateur Dmitri Golokhvastov et surtout les époux Savva Morozov et Zinaïda Morozova.
Le manoir et son domaine se trouvent près de la ville d'Istra dans l'actuel village de Pionerski près de l'autoroute M9, sur un bord escarpé de la rive droite de la Malaïa Istra.

## Histoire

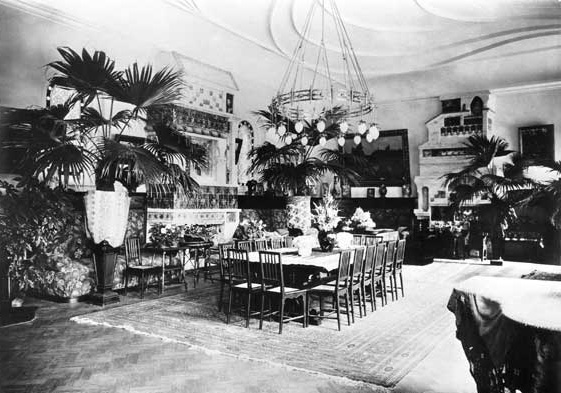
Salon des Morozov.

Le petit village de Roubtsovo, appartenait à l'origine à la famille Iabedine. De 1616 à la fin des années 1770, il se trouvait en possession des Nachtchokine. En 1745, on y construisit une église de pierre placée sous le vocable de l'Intercession de la Mère de Dieu, car « l'église Saint-Nicolas qui se situait à deux verstes au village de Loutchinski se trouvait inaccessible au printemps et en automne à cause des débordements des rivières Istritsa et Magloucha ». Bientôt l'on fit construire un manoir près du village; dans les années 1760 il comprenait une maison de maître en pierre avec des communs, deux jardins réguliers, des écuries d'un haras où l'on élevait des chevaux allemands et anglais, un moulin et une laiterie.
Les Nachtchkine vendent le domaine aux Golokhvastov. En 1786, l'ensemble appartient à Pavel Ivanovitch Golokhvastov qui était un « vieux pilier et un seigneur russe très riche », comme le décrit le neveu de sa femme, Alexandre Herzen. Après la mort de Pavel Golokhvastov en 1822, Pokrovskoïe-Roubtsovo et ses villages alentour - 660 déciatines de terre et 254 âmes - furent transmis à son fils l'écrivain Dmitri Pavlovitch Golokhvastov, puis en 1849 à son fils Dmitri Dmitrievitch Golokhvastov. Le manoir est reconstruit en style néoclassique par Dmitri Pavlovitch.
Â la mort de ce dernier en 1890, le domaine est loué en partie, puis il fut vendu en 1891 à Savva Morozov qui le mit au nom de sa femme, Zinaïda Morozova. Seuls le manoir et des terres autour furent achetés - 47 hectares; les terres arables et les champs de foin furent achetés par les paysans, et le massif forestier vendu pour faire des terrains constructibles pour des datchas de résidences secondaires.
L'architecte de la famille Morozov, Franz Schechtel redessina en partie la façade en style néoclassique et refit l'intérieur.
Au début du XXe siècle, Anton Tchekhov y vint en séjour avec Olga Knipper.  Des artistes du Théâtre d'art de Moscou (dont Savva Morozov était le soutien principal) y venaient jouer des pièces, comme L'Ours de Tchekhov, où monter des scénettes basées sur ses récits, Une demande en mariage et Malveillance. Les Morozov firent même spécialement transporter la datcha de Tchékhov de Kirjatch à leur domaine: « Venez chez nous à Pokrovskoïe! Nous avons transporté votre chalet d'été ici. Il se dresse maintenant merveilleusement sur la rive en hauteur de l'Istra, sous une masse de soleil et vous vous reposerez bien chez nous! », écrivit Zinaïda Morozova au printemps 1904 à Tchekhov. Mais en juin 1904, l'écrivain rendit l'âme...
Parmi les invités permanents, le domaine compta également les peintres Isaac Levitan, Vassili Polenov, Valentin Serov, sous les yeux de Iouri Bakhrouchine enfant qui en parle dans ses Mémoires. Une étude peu connue de Levitan, intitulée Le Chemin vers l'église, a été peinte aux alentours du manoir au milieu des années 1890. elle montre l'église de l'Intercession (Pokrovskaïa) et se trouve aujourd'hui au musée d'État de Gorki Leninskie (ancien domaine de Zinaïda Morozova). Stanislavksi, Nemirovitch-Dantchenko et Klioutchevski y vinrent également.
Après le suicide de Savva Morozov, le manoir de Pokrovskoïe-Roubtsovo revint à son fils aîné Timofeï, et Zinaïda Morozova s'acheta le domaine de Gorki.

## Après les Morozov
Le manoir fut gravement endommagé pendant la Grande Guerre patriotique (1941-1945). Il fut restauré dans les années 1950 par l'architecte Ivan Joltovski pour abriter la maison de repos Tchekhov réservée aux vacances des cadres du PCUS, ainsi qu'un jardin d'enfants, une maison de la culture avec cinéma, etc. Les allées à angle droit de tilleuls furent préservées.
Elle ferma à la fin du XXe siècle et un incendie détruisit partiellement l'ancienne maison de maître en 1999. Le territoire fut vendu par lotissements pour y construire des « cottages » de luxe. Le manoir lui-même fut restauré à la fin des années 2000.

## Bâtiments de l'ancien domaine inscrits à la liste des objets protégés du patrimoine culturel
| Nom                                                           | N° de la liste fédérale des monuments protégés | Description                             |
| ------------------------------------------------------------- | ---------------------------------------------- | --------------------------------------- |
| Manoir des Golokhvastov                                       | N° 501420335680006                             | Monument architectural du XVIIIe siècle |
| Parc avec étang                                               | N° 501520335680056                             | Monument historique                     |
| Maison de maître                                              | N° 501410335680036                             | Monument architectural du XVIIIe siècle |
| Commun pour les domestiques avec remise de voitures à chevaux | N° 501410335680046                             | Monument architectural                  |
| Écurie avec manège                                            | N° 501410335680026                             | Première moitié du XIXe siècle          |
| Église de l'Intercession                                      | N° 501410335680016                             | Monument historique et architectural    |
| Maison de repos Karataïeva                                    | N° 501420360160005                             | Ensemble architectural des années 1910  |

## Source de la traduction
- (ru) Cet article est partiellement ou en totalité issu de l’article de Wikipédia en russe intitulé « Покровское-Рубцово (усадьба) » (voir la liste des auteurs).